# Dystubb
Dystubb (Pomatoschistus norvegicus) är en fisk i familjen smörbultar. 

## Utseende
Dystubben påminner om sandstubben, med en avlång, sangfärgad kropp. Den är dock mindre, och saknar fjäll på bröstet. Hanen har dessutom 5 till 6 tvärrader med fläckar eller ränder på sidorna. Arten har två ryggfenor, av vilka den främre har en mörk fläck på bakkanten. Som mest kan fisken bli 8 cm lång.

## Utbredning
Utbredningsområdet sträcker sig från Lofoten längs norska kusten och norra samt västra Brittiska öarna till västra Engelska kanalen. Den finns även i Medelhavet. Fram till 1995 var den okänd i svenska vatten, men upptäcktes då av forskare och betraktas nu som vanlig.

## Vanor
Dystubben är en bottenfisk som lever på dy- och skalgrusunderlag på ett djup mellan 18 och 325 m. Arten kan hybridisera med nordsjöstubben (P. lozanoi).
Denna fisk har märlkräftor och andra små kräftdjur som föda.

## Bevarandestatus
För beståndet är inga hot kända. Hela populationen anses vara stabil. IUCN listar arten som livskraftig (LC).